# کوشچیلتس (شهرستان کوو)
کوشچیلتس (به لهستانی:  Kościelec) یک روستا در لهستان است که در گمینا کوشچیلتس واقع شده‌است.
 کوشچیلتس  ۱٬۳۰۰ نفر جمعیت دارد.